# Brezovo Brdo
Brezovo Brdo je naselje v Občini Hrpelje  - Kozina.